# Kamal Boulahfane
Kamal Boulahfane (Djimla, 1 juli 1976) is een Algerijnse voormalig atleet, die was gespecialiseerd in de 1500 m. Hij werd tweemaal Algerijns kampioen in deze discipline. Ook nam hij driemaal deel aan de Olympische Spelen, maar behaalde hierbij geen medailles.

## Loopbaan
Op de Olympische Spelen van 2000 in Sydney werd Boulahfane in de halve finale van de 1500 m uitgeschakeld in een tijd van 3.43,98. Vier jaar later bereikte hij in Athene op dezelfde afstand wel de finale. Daarin werd hij elfde in een tijd van 3.39,02. In 2008 geraakte hij in Peking niet door de kwalificaties. In zijn reeks eindigde hij als elfde in een tijd van 3.45,59.

## Titels
- Algerijns kampioen 1500 m - 2000, 2006

## Persoonlijke records
Outdoor
| Onderdeel | Prestatie | Datum             | Plaats            |
| --------- | --------- | ----------------- | ----------------- |
| 800 m     | 1.46,07   | 18 juni 2005      | Rabat             |
| 1000 m    | 2.18,58   | 17 september 2002 | Tomblaine         |
| 1500 m    | 3.32,44   | 31 juli 2004      | Heusden-Zolder    |
| 2000 m    | 5.06,48   | 8 juni 2007       | Villeneuve-d'Ascq |

Indoor
| Onderdeel   | Prestatie | Datum            | Plaats    |
| ----------- | --------- | ---------------- | --------- |
| 1500 m      | 3.38,61   | 4 februari 2001  | Stuttgart |
| 1 Eng. mijl | 4.01,51   | 13 februari 2000 | Liévin    |
| 2000 m      | 5.01,99   | 25 februari 2001 | Liévin    |
| 3000 m      | 7.50,39   | 12 februari 2001 | Wenen     |

## Prestaties
| Jaar | Wedstrijd            | Plaats    | Resultaat | Onderdeel     | Tijd    |
| ---- | -------------------- | --------- | --------- | ------------- | ------- |
| 1998 | WK veldlopen         | Marrakesh | 69e       | korte afstand | 12.00   |
| 1999 | WK veldlopen         | Belfast   | 20e       | korte afstand | 13.06   |
| 2000 | WK veldlopen         | Vilamoura | 37e       | korte afstand | 11.57   |
| 2004 | OS                   | Athene    | 11e       | 1500 m        | 3.39,02 |
|      | Wereldatletiekfinale | Monaco    | 6e        | 1500 m        | 3.45,78 |
| 2006 | Afrikaanse kamp.     | Bambous   | 4e        | 1500 m        | 3.47,05 |
|      | Wereldatletiekfinale | Stuttgart | 9e        | 1500 m        | 3.34,58 |
| 2008 | WK Indoor            | Valencia  | 10e       | 3000 m        | 8.04,73 |
|      | Memorial Van Damme   | Barcelona | 13e       | 1500 m        | 3.42,32 |